# TMK 2400
TMK 2400 – typ niskopodłogowego tramwaju wytwarzanego w chorwackich zakładach Končar w Zagrzebiu od 2023 r.

## Konstrukcja
TMK 2400 to trójczłonowy, jednokierunkowy, w pełni niskopodłogowy, przegubowy wagon tramwajowy. Pierwszy i trzeci człon zamontowano na dwuosiowych wózkach napędowych, człon środkowy zawieszono na przegubach. Do wnętrza prowadzi czworo drzwi: po jednych w skrajnych członach i dwoje w środkowym. Wnętrze wyposażono w tapicerowane siedzenia, system dźwiękowej i wizualnej informacji pasażerskiej, klimatyzację, monitoring, system zliczania pasażerów oraz gniazdka USB do ładowania urządzeń mobilnych. System rekuperacji odzyskuje energię elektryczną podczas hamowania i doładowuje akumulatory, które mogą zostać wykorzystane do napędu tramwaju na odcinkach pozbawionych sieci trakcyjnej. Oprócz tego energia zgromadzona w akumulatorach wspomaga proces przyspieszania tramwaju.

## Dostawy
| Państwo        | Miasto         | Lata dostaw    | Liczba | Numery taborowe |       |
| -------------- | -------------- | -------------- | ------ | --------------- | ----- |
| Chorwacja      | Zagrzeb        | 2025–          | 2 z 40 | 2401–2402       | [ 3 ] |
| Łączna liczba: | Łączna liczba: | Łączna liczba: | 2      |                 |       |

## Eksploatacja
Jest to pierwszy od 15 lat nowy typ tramwaju w Zagrzebiu. Pierwszy egzemplarz tramwaju (z 40 zamówionych) dostarczono do zajezdni Trešnjevka 4 lutego 2025 r., po czym przeprowadzono jazdy próbne i ostatecznie wprowadzono do ruchu 10 marca. Zakup 20 tramwajów TMK 2400 dla Zagrzebia jest finansowany z chorwackiego Narodowego Planu Odbudowy na lata 2021–2026 o wartości 47,2 mln euro.